# Yorkville (Nowy Jork)
Yorkville – wieś w Stanach Zjednoczonych, w stanie Nowy Jork, w hrabstwie Oneida.